# موسوعة تيتانيكا
موسوعة تيتانيك Encyclopedia Titanica هي عمل مرجعي عبر الإنترنت يحتوي على معلومات موسعة ومحدثة باستمرار عن RMS Titanic. هذا الموقع الإلكتروني، وهو مشروع غير ربحي، وهو عبارة قاعدة بيانات لسير ركاب وطاقم السفينة، ومخططات سطح السفينة، ومقالات قدمها مؤرخون أو من عشاق تيتانيك. عام 1999 أشارت صحيفة نيويورك تايمز إلى أن الموقع "قد يكون الموقع الأكثر شمولاً لتيتانيك "، وذلك بفضل محتواه الذي يتضمن قوائم الركاب ومخططات السفينة. ووصفته صحيفة شيكاغو تريبيون بأنه "موقع إنترنت رائع التفاصيل".

## تاريخه
أسس فيليب هيند Philip Hind موسوعة تيتانيكا. انطلق الموقع الإلكتروني في 1 من سبتمبر 1996. وبحلول مارس 1999، كان قد حقق ٦٠٠ ألف زيارة.
من 2024، بلغ عدد زيارات الموقع أكثر من 2 مليون مستخدم زيارة و8.5 مليون. مليون مشاهدة للصفحة.

## المحتوى
تحتوي موسوعة تيتانيكا على معلوماتٍ واسعة عن السفينة وركابها، بالإضافة إلى مواضيعَ متنوعة ذات صلة. لكل راكب وطاقم صفحةٌ منفصلة تحتوي على بياناتٍ سيرةٍ أساسية على الأقل، والعديد منها يحتوي على سيرٍ ذاتيةٍ مفصلة وصورٍ ومقالاتٍ إخباريةٍ معاصرة. كما يحتوي الموقع على أبحاثٍ أصليةٍ لمؤرخي تيتانيك المحترفين والهواة من جميع أنحاء العالم.
تحتوي موسوعة تيتانيكا أيضًا على منتدى نشط يضم (حتى نوفمبر 2012) أكثر من 11,700 عضو و300,000 رسالة. من بين مواضيع النقاش في المنتدى:
| - أبحاث الركاب - أرقام الكبائن - نظريات الاصطدام والغرق - أبحاث الطاقم - الاكتشاف والإنقاذ والاستكشاف - العصر الذهبي - الحياة على متن السفن - الضائعون والمُنجَزون | - سفن ربما كانت متوقفة - البناء والتصميم - فنون وصور وموسيقى "تايتانيك" - كتب "تايتانيك" - أفلام "تايتانيك" - مسلسل "تايتانيك" على التلفاز - سفن وحطام سفن أخرى |

يمكن تحميل المقالات البحثية التي أجراها المجتمع والوصول إلى "قاعدة بيانات الأشخاص" بسعر 12 جنيه إسترليني سنوي

## روابط خارجية
- موسوعة تيتانيكا